# Sideridis vibicosa
Sideridis vibicosa là một loài bướm đêm trong họ Noctuidae.